# Jean-François Delacroix
Jean-François Delacroix (3. dubna 1753, Pont-Audemer – 5. dubna 1794, Paříž) byl politik během Francouzské revoluce.

## Životopis
Jean-François Delacroix se narodil jako syn chirurga a vstoupil do četnictva v roce 1771. Později vystudoval práva a vykonával advokátní praxi.
V roce 1790 byl Delacroix jmenován právníkem departementu Eure-et-Loir, v dubnu 1791 byl zvolen soudcem kasačního soudu a v září 1791 byl zvolen jako zástupce departementu Eure-et-Loir do Národního zákonodárného shromáždění, kde byl členem vojenského výboru. Tam vyzýval k tvrdým opatřením proti králi, proti feuillantským ministrům a proti katolické církvi. Od 20. srpna do 2. září 1792 Delacroix zastával funkci předsedy Národního zákonodárného shromáždění.
V září 1792 ho departement Eure-et-Loir zvolil do Národního konventu. Delacroix se sblížil s Horou, předsedající Národnímu shromáždění od 4. do 18. října 1792 a doprovázel Dantona do Belgie na konci listopadu 1792, aby zkontroloval zásobování severní armády. V lednu 1793 Delacroix hlasoval pro smrt Ludvíka XVI. V březnu 1793 znovu doprovázel Dantona do Belgie. Nebyli schopni splnit svůj úkol zabránit generálu Dumouriezovi v přeběhnutí. Dne 6. dubna 1793 byl Delacroix zvolen do Výboru pro veřejné blaho a pověřen dohledem nad ministerstvem války. Aktivně se podílel na čistkách girondistů (31. května do 2. června 1793). Nicméně 10. července 1793 přišel o místo ve Výboru pro veřejné blaho coby zastánce Dantona. Od srpna 1793 až do svého odvolání v lednu 1794 Delacroix sloužil jako „poslanec na misi“ v departementech Eure-et-Loir a Seine-Inférieure. Dne 30. března 1794 byl Delacroix zatčen spolu s Dantonem, Desmoulinsem a dalšími shovívavými a obviněn ze zrady revoluce. Revoluční tribunál odsoudil všechny obviněné 4. dubna 1794 k trestu smrti. Jean-François Delacroix byl gilotinován 5. dubna 1794.